# Mohamed El Gourch
Mohamed El Gourch (en árabe: محمد الكورش‎ ; Casablanca, 11 de enero de 1936 – Casablanca, 21 de febrero de 2015) fue un ciclista marroquí, que ostenta el récord de más victorias en la Vuelta a Marruecos (1960, 1964 y 1965). También fue segundo en 1967, y tercero en 1968 y 1969. Compitió en los Juegos Olímpicos de Roma 1960 en la categoría del contrarreloj por equipos. Gourch murió en febrero de 2015 después de sufrir un ataque al corazón a la edad de 79 años.